# Børnekultur
Børnekultur kan både være kulturaktiviteter og -former beregnet på og lavet for barn og den sociale kultur og lege, som foregår blandt børn. Børnekultur kan også være børns tilpassede efterligninger af voksenaktiviteter og voksenkulturens lege med børn, som den voksne har med sig fra egen barndom, men ikke betragter som "voksent". I tillæg kommer lege, som barnet lærer af ældre børn, og som ikke er imiteret eller vokseninitieret.
Flere kommercielle aktører, for eksempel legetøjfabrikanter og musikindustrien, påvirker barnekulturen i stor grad.
Barndommen blev tidligere, og fortsat mange steder i verden, afsluttet med et rituale eller en ceremoni, som markerede overgangen til voksenverdenen med dens rettigheder og pligter. I Danmark var dette konfirmationen. Når man blev 15 år, kunne man blive lærling eller en anden stilling inden for arbejde. Rigtignok var man ikke fuldt udvokset – men det var bare et spørgsmål om tid. Man har beholdt konfirmationen, selvom den ikke har samme betydning i dag, som den tidligere havde. Kravene til minimumsalder for mange ting (arbejde, kørekort, stemmeret) har udtyndet betydningen, sådan at nutidens børn har en mere glidende og individuel overgang fra at gå fra barn til voksen. Denne overgang kaldes ofte ungdommen.